# Арнон, Рут
Рут Арнон (ивр. רות ארנון‎; род. 1 июня 1933, Тель-Авив; девичья фамилия Розенберг) — израильский биохимик и иммунолог, одна из разработчиков глатирамера ацетата как препарата от рассеянного склероза (коммерческое название «Копаксон», входит в российский перечень жизненно необходимых и важнейших лекарственных препаратов), «эрлиховский» профессор иммунологии в Институте Вейцмана, где ведёт исследования в области вакцинации против гриппа и рака. Член Израильской академии естественных и гуманитарных наук (с 1990), была вице-президентом (2004—2010) и президентом этой академии (2010—2015, первая женщина на этом посту).

## Биография
Рут Розенберг родилась в Тель-Авиве (тогда в Палестине под Британским мандатом) 1 июня 1933 года. Благодаря отцу и старшим братьям и сёстрам с детства приобрела интерес к науке и, освоив грамоту и основы арифметики ещё в дошкольном возрасте, пошла в школу сразу со второго класса. После окончания начальной школы её мать, оценив потенциал дочери, убедила Баруха Бен-Иегуду принять девочку в престижную гимназию «Герцлия». Аналогично большинству израильской молодёжи тех лет, проявила желание служить в армии, однако не достигла к тому времени призывного возраста. Вместо этого Рут поступила на химический факультет Еврейского университета в Иерусалиме в рамках специальной учебной программы ЦАХАЛя, позволявшей ей учиться в учебный период и проходить в каникулярный военную подготовку. Окончив университет с получением степени магистра в 1955 году, Рут два года служила в ЦАХАЛе в офицерском ранге. Во время службы в армии вышла замуж за Уриэля Арнона, инженера хайфского Техниона, впоследствии стала матерью двух сыновей Михаэля и Йорама (соответственно 1957 и 1961 годов рождения).
Карьера Рут Арнон как биохимика-исследователя прослеживается с 1958 года, когда она начала работать в Центре молекулярной биологии тропических болезней им. Макартура, позднее вошедшего в состав Институте имени Вейцмана. Большинство её исследований относятся к области иммунологии. Одним из наиболее известных её достижений является разработка совместно с Михаэлем Селой и Дворой Тейтельбаум глатирамера ацетата для лечения рассеянного склероза, прошедшего клинические испытания под наименованием «Копаксон» и применяемого в ряде стран, в том числе, включённого в России в официальный список жизненно необходимых и важнейших лекарственных препаратов. В настоящее время работа профессора Арнон сосредоточена на разработке универсального рекомбинантного препарата для вакцинации против гриппа, а также изучении возможностей противораковой вакцинации.
Рут Арнон занимала ряд ответственных научных постов: руководила Центром Макартура, была деканом биологического факультета и вице-президентом Института Вейцмана. В 1990 году она была избрана членом Израильской академии естественных и гуманитарных наук, в 1995—2001 годах председательствовала в её секции естественных наук, в 2004—2010 была вице-президентом, а в 2010—2015 — президентом этой академии, став первой женщиной на этом посту. Помимо этого, она является членом Европейской организации молекулярной биологии и научно-консультативного совета Европейского союза, занимала должность генерального секретаря Международного союза иммунологических наук и президента Европейской федерации.

## Награды и премии
Вклад профессора Арнон в науку на протяжении карьеры был освещён в более чем 400 статьях и книгах по биохимии и иммунологии и удостоен многих престижных наград, в числе которых:
- 1979 — Премия Роберта Коха (Германия) в области медицинских наук[13]
- 1986 — премия Хименеса Диаса (Испания)
- 1994 — Орден Почётного легиона (Франция)
- 1998 — Премия Вольфа по медицине за разработку Кс1/Копаксона
- 1998 — Ротшильдовская премия в области наук о жизни[14]
- 2001 — премия Израиля в области медицины[15].